# Посольство Швеции на Украине
Посольство Швеции в Киеве — главное дипломатическое представительство Королевства Швеция на Украине.
- Адрес: Киев, улица Ивана Франко, 34/33, 3-й этаж (угол с бульваром Тараса Шевченко)
- Телефон: +380 44 494 4270
- Факс: +38044 494 4271
- Электронная почта: ambassaden.kiev@gov.se; visa.kiev@gov.se (визовый отдел)

Посол Швеции на Украине: Тобиас Тиберг (с 2019 года).
Кроме посольства Швеция имеет консульство в Каховке.

## Дипломатические отношения
Швеция первой среди стран Северной Европы признала независимость Украины 19 декабря 1991 года. Дипломатические отношения были установлены 13 января 1992 года. В сентябре 1992 года в Киеве было открыто Посольство Королевства Швеция на Украине.

## Послы Швеции на Украине
- Мартин Ларс Вильгельм Алексис Халльквист (1992—1996)
- Йёран Сигурд Якобссон (1996—2000)
- Свен Улоф Оке Петтерссон (2000—2004)
- Юн-Кристер Оландер (2004—2008)
- Стефан Гулльгрен (2008—2013)
- Андреас фон Бекерат (2013—2016)
- Мартин Хагстрём (2016—2019)
- Тобиас Тиберг (с 2019 года)